# San José de Comayagua
San José de Comayagua è un comune dell'Honduras facente parte del dipartimento di Comayagua.
Fondato nel 1780, ottenne l'autonomia amministrativa nel 1851, come parte del Distretto facente capo a Siguatepeque.